# Renville County, Minnesota
Renville County är ett administrativt område i delstaten Minnesota i USA, med 15 730 invånare. Den administrativa huvudorten (county seat) är Olivia. 

## Politik
Redwood County tenderar att rösta republikanskt. Republikanernas kandidat har vunnit countyt i samtliga presidentval under 2000-talet. I valet 2016 vann republikanernas kandidat med 64,3 procent av rösterna mot 27,8 för demokraternas kandidat, vilket är den största segern i countyt för en kandidat sedan valet 1932 och för en republikansk kandidat sedan valet 1920.

## Geografi
Enligt United States Census Bureau har countyt en total area på 2 557 km². 2 546 km² av den arean är land och 11 km² är vatten.      

### Angränsande countyn
- Kandiyohi County - norr
- Meeker County - nordost
- McLeod County - öst
- Sibley County - sydost
- Nicollet County - söder
- Brown County - sydost
- Redwood County - sydväst
- Yellow Medicine County - väst
- Chippewa County - nordväst